# Laura DeMarco
Laura Grace DeMarco (* 15. November 1974 in Japan) ist eine US-amerikanische Mathematikerin.

## Leben
Laura DeMarco studierte Mathematik und Physik an der University of Virginia mit dem Bachelor-Abschluss 1996, an der University of California, Berkeley, mit dem Master-Abschluss in Mathematik 1998 und wurde 2002 an der Harvard University bei Curtis McMullen promoviert (Holomorphic families of rational maps: dynamics, geometry and potential theory). In ihrer Dissertation gab sie eine explizite Formel für den Lyapunov-Exponenten rationaler Abbildungen. Als Post-Doktorandin war sie Dickson Instructor an der University of Chicago, an der sie 2005 Assistant Professor wurde. Sie lehrte ab 2007 als Assistant Professor, ab 2009 als Associate Professor und ab 2012 als Professor an der University of Illinois at Chicago und ist seit 2014 Professorin an der Northwestern University.

## Wirken
Sie befasst sich mit komplexer Dynamik und arithmetischer Dynamik. Insbesondere befasst sie sich mit rationalen Abbildungen im Komplexen bzw. auf der Riemannsphäre und ihren Modulräumen. Außerdem befasst sie sich mit Anwendungen komplexer Dynamik in der arithmetischen Geometrie und Verbindungen von rationalen Abbildungen zu elliptischen Kurven.

## Auszeichnungen
Im Jahr 2012 wurde DeMarco Fellow der American Mathematical Society und für 2017 erhielt sie den Ruth Lyttle Satter Prize in Mathematics. 2008 bis 2010 war sie Sloan Research Fellow. 2015 war sie Simons Fellow, 2020 wurde DeMarco in die National Academy of Sciences gewählt. DeMarco wurde als Noether Lecturer 2023 ausgewählt.

## Schriften
- The moduli space of quadratic rational maps, J. AMS, Band 20, 2007, S. 321–355
- Dynamics of rational maps: Lyapunov exponents, bifurcations and capacity, Mathematischer Annalen, Band 326, 2003, S. 43–73
- mit C. McMullen: Trees and the dynamics of polynomials, Ann. Sci. École Normale Supérieure, Band 41, 2008, S. 337–383, Arxiv
- mit Matthew Baker: Preperiodic points and unlikely intersections, Arxiv
- mit Kevin Pilgram: Polynomial basins of infinity, Geom. Funct. Anal., Band 21, 2011, S. 920–950, Arxiv
- mit Kevin Pilgram: Critical heights on the moduli space of polynomials, Advances in Mathematics, Band 226, 2011, S. 350–372, Arxiv
- The conformal geometry of billards, Bulletin AMS, Band 48, 2011, S. 33–52, Online
- KAWA Lecture Notes: Dynamical moduli spaces and elliptic curves, Ann. Fac. Sci. Toulouse Math. 2016,  Arxiv
- mit  Xiaoguang Wang, Hexi Ye: Torsion points and the Lattes family, American J. of Math., Band 138, 2016, S. 697–732, Arxiv
- Bifurcations, intersections, and heights, Algebra & Number Theory, Band 10, 2016, S. 1031–1056, Arxiv
- mit Kevin Pilgram: The classification of polynomial basins of infinity, Ann. Sci. Ecole Normale Superieure